# Rajesh Khanna
Rajesh Khanna (tên lúc sinh Jatin Arora, sinh ngày 29 tháng 12 năm 1942 – 18 tháng 7 năm 2012) là một diễn viên, nhà sản xuất phim Bollywood và nhà chính trị. Ông được gọi là "siêu sao đầu tiên" và "siêu sao gốc" của điện ảnh Ấn Độ. Ông đã giành được những danh hiệu này sau 15 bộ phim hit liên tiếp solo trong năm 1970, một kỷ lục vẫn chưa bị ai khác phá vỡ. Khanna kết hôn với Dimple Kapadia tháng 3 năm 1973, sáu tháng trước khi bộ phim đầu tay Dimple của Bobby đã được phát hành và có hai con gái với bà vợ này. Rajesh Khanna và Dimple Kapadia ly hôn vào năm 1984. Người con gái đầu Twinkle Khanna của họ kết hôn với nam diễn viên Akshay Kumar, trong khi họ cũng có con gái Rinke Khanna.
Không giống với nhiều tên tuổi lớn ở Bollywood, Khanna không xuất thân từ một gia đình có truyền thống điện ảnh. Ông sinh năm 1942 ở thành phố Amritsar, Tây Bắc Ấn Độ và xuất hiện trên sân khấu từ khi còn ngồi ghế nhà trường.
Khanna bắt đầu sự nghiệp điện ảnh từ giữa những năm 1960 với nhiều phim lãng mạn rất ăn khách thời đó. Ông từng thủ vai chính trong khoảng 170 phim và đã đoạt nhiều giải thưởng trong 3 thập kỷ sự nghiệp ở Bollywood.
Thành công của ông từng là một hiện tượng mới ở Ấn Độ. Người hâm mộ vây quanh Khanna bất cứ khi nào ông xuất hiện trước công chúng. Nhiều người hâm mộ nữ còn thần tượng hóa Khanna tới mức đã kết hôn với ông qua ảnh và viết thư cho ông bằng máu của họ.
Ông tham gia diễn xuất trong 163 bộ phim trong đó có 128 bộ phim ông đóng vai nhân vật chính, ông diễn xuất trong 17 bộ phim ngắn nữa. Ông đã giành được ba giải thưởng nam diễn viên xuất sắc nhất Filmfare và được đề cử giải thưởng này 14 lần. Ông đã nhận được giải thưởng BFJA nhất cho Nam diễn viên xuất sắc nhất (Hindi) bốn lần và được đề cử 25 lần. Năm 1991, ông đã được trao giải thưởng Filmfare đặc biệt cho 25 năm trong ngành điện ảnh, diễn xuất trong 106 bộ phim kỷ lục là nhân vật chính duy nhất trong một khoảng thời gian 25 năm. Năm 2005, ông đã được trao giải thưởng Thành tựu suốt đời Filmfare. Ông đã diễn xuấtlần đầu vào năm 1966 với vai Aakhri Khat và nổi danh với vai diễn của mình trong những bộ phim như Raaz, Baharon Ke Sapne, Ittefaq và Aradhana.. Ông đã có 35 Golden Jubilee Hits trong giai đoạn 1966–1975, ba trong giai đoạn năm 1976–1978 và 35 trong giai đoạn 1979–1991 và cho 22 jubilee bạc trong giai đoạn 1966–1991. Ông là diễn viên được trả thù lao cao nhất trả Ấn Độ diễn viên 1970–1979 và chia sẻ danh dự với Amitabh Bachchan 1980–1987. Ông được biết đến là một trong những casanova đầu tiên trong điện ảnh Ấn Độ. Ông cũng là một thành viên Hạ viện Ấn Độ đại diện cho Đảng Quốc Đại Ấn Độ từ đơn vị bầu cử New Delhi giai đoạn 1992–1996.
Sau khi bị bệnh nặng, Khanna qua đời vào ngày 18 tháng 7 năm 2012.

## Tiểu sử
Sinh 29 tháng 12 năm 1942 với tên lúc sinh là Jatin Arora tại Burewala, Ấn Độ thuộc Anh (nay là Pakistan), Khanna đã được nhận làm con nuôi bởi cha mẹ nuôi – Chunni Lal Khanna và Leela Wati Khanna, người thân của cha mẹ đẻ của ông, sau khi cha ông đã di cư đến Amritsar, Ấn Độ, vào năm 1948. Khanna sống trong Thakurdwar gần Girgaon, Mumbai (thời đó được gọi là Bombay) và theo học trường trung học St. Sebastian Goa, cùng với một người bạn của ông Ravi Kapoor, người sau này đã có tên sân khấu là Jeetendra tên, và có mẹ là những người bạn với nhau. Khanna dần dần bắt đầu tham gia quan tâm đến nhà hát và đã làm rất nhiều đến diễn xuất sân khấu và nhà hát trong thời gian học sinh học đại học và giành được nhiều giải thưởng trong cuộc thi kịch nghệ liên đại học. Khanna đã trở thành một người mới hiếm hoi những người nỗ lực lớn của chiếc xe thể thao MG của mình để có được công việc trong nhà hát và phim vào đầu những năm sáu mươi. Khanna đã học hai năm đầu tiên ngành Cử nhân nghệ thuật tại trường Cao đẳng Wadia ở Pune 1959–1961. Cả hai người bạn sau đó học tại K. C. College, Mumbai. Khanna cũng dạy Jeetendra diễn thử cho bộ phim đầu tiên của mình. Chú của Khanna thay đổi tên đầu tiên của Khanna Rajesh Khanna khi quyết định tham gia bộ phim. Bạn bè của mình và vợ của ông gọi ông là Kaka.

## Danh sách một phim tham gia
- Aakhri Khat (1966)
- Raaz (1967)
- Baharon Ke Sapne (1967)
- Aurat (1967)
- Aradhana (1969)
- Ittefaq (1969)
- Bandhan (1969)
- Do Raaste (1969)
- Khamoshi (1970)
- The Train (1970)
- Sachaa Jhutha (1970)
- Safar (1970)
- Kati Patang (1971)
- Anand (1971)
- Dushman (1972)
- Amar Prem (1972)
- Bawarchi (1972)
- Daag: A Poem of Love (1973)
- Namak Haraam (1973)
- Avishkaar (1973)
- Aap Ki Kasam (1974)
- Prem Nagar (1974)
- Roti (1974)
- Prem Kahani (1975)
- Chakravyuha (1978)
- Til Til Dalekha (1979)
- Amar Deep (1979)
- Thodisi Bewafaii (1980)
- Kudrat (1981)
- Dhanwan (1981)
- Dard (1981)
- Avtaar (1983)
- Agar Tum Na Hote (1983)
- Awaaz (1984)
- Aaj Ka M.L.A. Ram Avtar (1984)
- Hum Dono (1985)